# 稀代櫻子
稀代櫻子（日语：／ Kishiro Sakurako，1961年7月30日—），日本女性配音員。出身於靜岡縣沼津市。賢Production所屬。身高165cm。A型血。

## 來歷
稀代櫻子雖然是醫生家庭的長女，祖父、父親和母親都是醫生，弟弟也畢業於醫學院，但她在國中時就決定成為一名配音員。
中學時期，她是游泳社的成員，高中時，她是民歌社的成員。
她後來進入東邦音樂短期大學學習鋼琴。畢業後，她在一所音樂學校工作，之後開始了配音生涯。
她曾隸屬於Troubadour音樂事務所、ARTSVISION，目前隸屬於賢Production。
以前，有人告訴她稀代這個姓氏很難讀，所以她選了一個大家都能記住的常見名字，於是她就用了這個名字。然而結婚後，她又把名字改回了娘家姓「稀代 櫻子」。
她將於2024年1月重返賢Production。

## 人物
作為配音員，她參與了許多動畫和外國電影的日語配音項目。
興趣：古典芭蕾。

## 演出
粗體字表示主要角色。

### 電視動畫
1983年
- 伊賀野河馬丸（女學生A、女學生B、女學生C、女學生D、排球社社員B）
- 魔法天使奶油麻美（1983年—1984年，女子、少女、侍女 等）

1984年
- 魔法妖精貝露莎（真鍋代代子）

1985年
- 鄰家女孩（小時候的淺倉南、女學生A、女教師 等）
- 魔法之星愛美（德寺明、四谷若菜）

1986年
- 甜蜜公主（鹽豆[10]）
- 魔法偶像粉彩筆由美（日语：魔法のアイドルパステルユーミ）

1987年
- 狗仔爺爺 (1987年版)（日语：のらくろクン）（小孩A、百合的母親 等）
- 陽光普照（日语：陽あたり良好!）（吉江）

1988年
- 昆蟲物語 孤兒哈奇 (1989年版)（1989年—1990年，公蜻蜓、樹蟋、太郎、元氣族A、虻太 等）

1990年
- 江戶之子男孩 理解太助（日语：江戸っ子ボーイ がってん太助）（管制官）
- 幸福的三丁目（日语：三丁目の夕日）
- 麵包超人（1990年—2023年，布丁妹妹）
- 魔法天使甜蜜薄荷（大嬸A、小孩A、小孩B）

1991年
- 校園七大不可思議神秘事件（日语：ハイスクールミステリー学園七不思議）（國語老師）
- 魔法使莎莉 (1989年版)（陽平〈童年時期〉）

1992年
- 龍馬英雄（日语：お〜い!竜馬）（山本琢磨（日语：沢辺琢磨）〈童年時期〉）
- 妙廚老爹
- 蠟筆小新（1992年—，中村、電視角色A）
- 超時空保姆（護士、出納員、母親4）
- YAWARA！（李）

1994年
- 奪寶奇謀（亞瑟）

1995年
- 伊沙米大冒險（雪見織江、萊奇、沙耶香）

1996年
- 聖天空戰記（瑪琳·阿斯頓[11]）

1997年
- 手塚治虫的舊約聖書物語（日语：手塚治虫の旧約聖書物語）（女）

1999年
- 週刊故事樂園（日语：週刊ストーリーランド）（市公所職員）

2008年
- RD 潛腦調査室（教師）

2009年
- 只想告訴你（2009年—2011年，黑沼爽子的母親）2系列

### 電影動畫
1986年
- 鄰家女孩：沒有背號的王牌投手（小時候的淺倉南）
- 鄰家女孩2：再見的禮物（廣播）

1993年
- 蠟筆小新：動感超人VS高衩魔王（肚兜三姊妹C）

1995年
- 蠟筆小新：雲黑齋的野心（中村）

1998年
- 麵包超人：麵包超人滑稽的夥伴（日语：それいけ!アンパンマン てのひらを太陽に）（布丁妹妹）

1999年
- 蠟筆小新：爆發！溫泉激烈大決戰（中村）

2000年
- 蠟筆小新：風起雲湧的叢林冒險（中村）

2001年
- 蠟筆小新：風起雲湧 猛烈！大人帝國的反擊（中村）

2018年
- 蠟筆小新：功夫小子 ～拉麵大亂鬥～（中村）

### OVA
1985年
- 魔法天使奶油麻美 Long Good-bye（女孩子）
- 魔法公主 明琪桃子 夢中輪舞（日语：魔法のプリンセス ミンキーモモ）（摩卡）

1986年
- 魔法之星愛美 蟬時雨（小孩）

1988年
- 心跳學園 決戰!! 妖奇大魔城（日语：ドキドキ学園）（菲普林）
- 飛越巔峰（車內廣播女性、女子巔峰B）

1990年
- 幸福的形式（日语：しあわせのかたち）（蘿咪、旁白1）
- 頑皮大師（小百合）

1991年
- 江口壽史的壽五郎劇場（日语：寿五郎ショウ）（接待員B、會長的女兒、霧島的兒子）
- 貓·貓·幻想曲（日语：ねこ・ねこ・幻想曲）（女店員）
- Money Wars ～被狙擊的海上渡假村計劃～（日语：マネーウォーズ）

1992年
- 三毛貓福爾摩斯之幽靈城主（美奈子）

1994年
- KIZUNA -絆- 2（日语：KIZUNA）
- 出發！哥吉拉島（王者基多拉二郎[8]、摩斯拉幼蟲[8]、機械哥吉拉[8]）
- 天天的朋友（露娜）

1995年
- 玩偶遊戲（倉田實紗子）
- 卒業 ～Graduation～（志村麻美的母親）
- 彌涅耳瓦公主（葛洛希爾）

1998年
- 沈默的艦隊（廣播）

### 網路動畫
- 只想告訴你 3RD SEASON（2024年，黑沼爽子的母親）

### 遊戲
1990年
- 星環物語（日语：マーベルランド）（角色聲音〈助手兔子／守護妖精的聲音〉）

1994年
- 驚心動魄的奧德賽

1996年
- 少女之夢2（日语：ヒロイン・ドリーム）（樹津未遠）

2006年
- 蠟筆小新：最強家族春日部之王Wii（日语：クレヨンしんちゃん 最強家族カスカベキング うぃ〜）（中村）

2011年
- 蠟筆小新：宇宙功夫!? 友情的笨蛋空手道!!（日语：クレヨンしんちゃん 宇宙DEアチョー!? 友情のおバカラテ!!）

2014年
- 蠟筆小新：呼風喚雨春日部電影明星！（日语：クレヨンしんちゃん 嵐を呼ぶ カスカベ映画スターズ!）（中村）

### 廣播劇CD
- 最終神話戰爭伊特奧佩拉 原聲廣播劇CD 第2章 彷徨的冥界之門（2006年，阿特羅波斯）

### 外語配音

#### 電影
- 異形2（安〈荷莉·德·瓊〉）※VHS、DVD版。
- 金剛 ※日本電視台版。
- 噩夢城市（英语：Nightmare City）（辛蒂）※MBS版。
- 紅蠍星 ※影碟版。
- 回到過去（英语：Scrooged） ※富士電視台版。
- 叛國少年（英语：The Falcon and the Snowman） ※朝日電視台版。
- 007：黎明生機（曼妮潘妮小姐〈卡羅琳·布利斯（英语：Caroline Bliss）〉）※TBS版。
- 三個奶爸一個娃（英语：Three Men and a Baby）（帕蒂）※富士電視台版。

#### 動畫
- 花生漫畫（弗里達、克拉拉）
  - 一個叫查理布朗的男孩（英语：A Boy Named Charlie Brown）
  - 史努比，回家吧（英语：Snoopy, Come Home）
- 螺旋地帶（英语：Spiral Zone）（厄運公爵夫人）
- Tugs（英语：Tugs (TV series)）（逆戟鯨、莉莉、莎莉、珍珠、浮標）

### 特攝影集
- 大口大口的少爺君（1986年，短笛鳥的聲音）

## 外部連結
- 稀代櫻子｜賢Production （日語）